# Stockholms stads ledamöter i prästeståndet
Följande personer företrädde församlingarna i Stockholms stad i prästeståndet vid Sveriges ståndsriksdag. Listan är komplett för ståndsriksdagarna 1809–1866 men inkluderar inte tidigare riksdagar.
Församlingarna inom Stockholms stad sorterade under Stockholms konsistorium i Uppsala ärkestift. Konsistoriet var likställt med ett domkapitel där pastor primarius var preses istället för en biskop. Enligt 1810 års riksdagsordning var pastor primarius, liksom biskoparna, självskriven ledamot i prästeståndet. Stockholms kyrkoherdar skulle bland sig utse två ledamöter, och komministrarna i Stockholm hade möjlighet att inom sig utse ytterligare en ledamot.

### Riksdagen 1809–1810
- Pastor primarius Gustaf Murray
- Arnold Asplund
- Per Samuel Drysén
- Per Isak Renström

### Urtima riksdagen 1810
- Pastor primarius Gustaf Murray
- Per Samuel Drysén
- Carl Christian Lilljenwalldh

### Urtima riksdagen 1812
(Posten som pastor primarius vakant)
- Per Samuel Drysén
- Johan Jacob Hedrén

### Urtima riksdagen 1815
- Pastor primarius Per Samuel Drysén
- Carl Christian Lilljenwalldh
- Carl Fredrik Ortman
- Johan Olof Wallin

### Urtima riksdagen 1817–1818
- Pastor primarius Per Samuel Drysén
- Johan Erik Bergegren
- Carl Peter Hagberg
- Johan Jacob Hedrén

### Riksdagen 1823
- Pastor primarius Johan Olof Wallin
- Erik Lorentz Flodin
- Johan Jacob Hedrén
- Carl Christian Lilljenwalldh

### Riksdagen 1828–1830
- Pastor primarius Johan Olof Wallin
- Johan Samuel Drysén (död 11/12 1828)
  - Carl Fredric Dahlgren (från 9/1 1829)
- Johan Jacob Hedrén (till 15/8 1829)
  - Frans Michael Franzén (från 1/9 1829)
- Carl Christian Lilljenwalldh

### Urtima riksdagen 1834–1835
- Pastor primarius Johan Olof Wallin
- Mårten Christoffer Bergvall
- Carl Fredric Dahlgren
- Abraham Zacharias Pettersson

### Riksdagen 1840–1841
- Pastor primarius Carl Peter Hagberg
- Mårten Christoffer Bergvall
- Carl Fredric Dahlgren
- Josef Wallin

### Urtima riksdagen 1844–1845
- Pastor primarius Abraham Zacharias Pettersson
- Mårten Christoffer Bergvall
- Erik Delin
- Josef Wallin

### Riksdagen 1847–1848
- Pastor primarius Abraham Zacharias Pettersson
- Mårten Christoffer Bergvall
- Erik Delin
- Josef Wallin

### Riksdagen 1850–1851
- Pastor primarius Abraham Zacharias Pettersson
- Johan Vilhelm Beckman
- Mårten Christoffer Bergvall
- Josef Wallin

### Riksdagen 1853–1854
- Pastor primarius Abraham Zacharias Pettersson
- Johan Vilhelm Beckman
- Josef Nordlund
- Josef Wallin

### Riksdagen 1856–1858
- Pastor primarius Abraham Zacharias Pettersson
- Johan Vilhelm Beckman
- Josef Nordlund
- Ture Wensjoe

### Riksdagen 1859–1860
- Pastor primarius Carl Magnus Fallenius
- Johan Vilhelm Beckman
- Josef Nordlund
- Ture Wensjoe

### Riksdagen 1862–1863
- Pastor primarius Carl Magnus Fallenius
- Artur Eijvin Anshelm Afzelius
- Josef Nordlund
- Ture Wensjoe

### Riksdagen 1865–1866
- Pastor primarius Carl Magnus Fallenius
- Johan Gustaf Lundberg
- Josef Nordlund